# Guerre des Communautés de Castille
 (août 2024).
Si vous disposez d'ouvrages ou d'articles de référence ou si vous connaissez des sites web de qualité traitant du thème abordé ici, merci de compléter l'article en donnant les références utiles à sa vérifiabilité et en les liant à la section « Notes et références ».
 (août 2024).
Ne doit pas être confondu avec Révolte des Comuneros.
Batailles
Bataille de Villalar

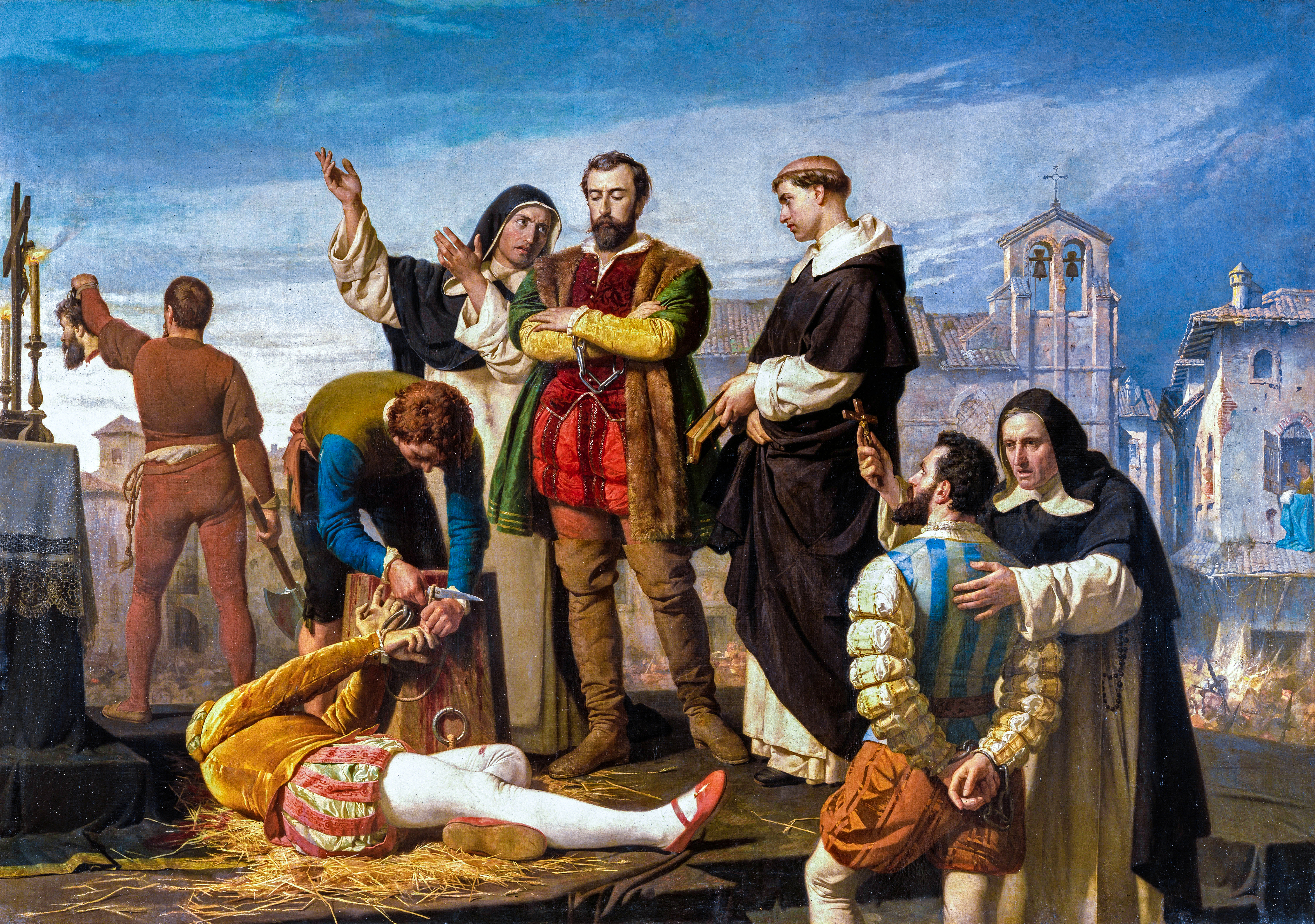
Les comuneros, Padilla, Bravo et Maldonado devant l'échafaud. Antonio Gisbert Pérez, 1860.

La guerre des Communautés de Castille, menée par les comuneros, est un soulèvement armé des villes intérieures de la couronne de Castille, tout particulièrement Tolède et Valladolid, contre le pouvoir royal entre 1520 et 1521, c'est-à-dire au début du règne de Charles Ier d'Espagne (connu en français comme Charles Quint).
Ce soulèvement fait l'objet d'un débat historiographique agité quant à sa nature. Ainsi, certains historiens le qualifient de révolte antiseigneuriale ; d'autres le définissent au contraire comme l'une des premières révolutions bourgeoises de l'Époque moderne ; enfin une autre position soutient qu'il s'agit plus simplement d'un mouvement antifiscal et particulariste, de nature médiévale ou rétrograde[non neutre].
Les premiers de ceux qui ont étudié le plus en profondeur le mouvement comunero sont José Antonio Maravall, Julio Valdeón Baruque et l'historien français Joseph Pérez, auteur du livre Les comuneros.
L'opinion des seconds semble en revanche plus discutable[non neutre] : un pouvoir royal plus fort est signe de modernité par opposition au médiéval caractérisé par le pouvoir de la noblesse (le féodalisme). En Castille, les rois s'appuient depuis longtemps sur les villes pour limiter le pouvoir de la noblesse, et le roi Charles est originaire d'un pays où le pouvoir de celle-ci est particulièrement important, soit plus médiéval.
Quoi qu'il en soit, il s'agit là d'un épisode important dans l'histoire espagnole et occidentale[En quoi ?]. La couleur pourpre-violette (en espagnol morado) du Lion de Léon, supposée être aussi celle de l'étendard des communautés révoltées de Castille, est à l'origine de la bande violette du drapeau de la Seconde République espagnole.

## Antécédents
L'élément déclencheur de la révolte est l'arrivée d'un roi considéré comme étranger[Quoi ?], qui confie à d'autres étrangers des postes-clés au gouvernement du royaume, et utilise les importantes ressources et impôts de Castille au profit de l'Empire[réf. nécessaire]. 
Les racines du problème doivent néanmoins être recherchées dans une période antérieure, à l'époque des régences en Castille (1504–1517), durant lesquelles émergent d'importants conflits de la société castillane : la noblesse cherche à recouvrer du pouvoir après le règne d'Isabelle Ire qui l'avait considérablement réduit (en général, les comuneros appartiennent à la petite bourgeoisie commerçante et artisanale des villes castillanes) ; le conflit entre les grands commerçants (représentés par Burgos, siège du Consulat de la mer (Consulado del Mar, qui centralise les exportations de laine castillane) qui souhaitent exporter la laine en brut, et les manufacturiers (représentés par Ségovie) qui souhaitent bénéficier d'un quota plus important afin de développer l'industrie textile naissante de Castille (à l'instar de l'industrie flamande qui utilise précisément de la laine castillane) ; le problème des marranes dû à la rigueur de l'Inquisition espagnole ; ou encore les tensions dans les villes où le pouvoir politique est confisqué au profit de certains clans[réf. nécessaire].

### LeserviciodeCharlesIer
L'arrivée de Charles Ier d'Espagne ravive ces problèmes et ajoute encore de nouveaux conflits. Le roi, inexpérimenté, étranger, ne parlant pas le castillan et aspirant déjà au trône du Saint-Empire, non seulement s'absente du royaume durant de longues périodes, mais également semble subordonner les intérêts de la Castille à ceux des Flandres et de l'Empire, tout en profitant des richesses castillanes. Aux Cortes de Valladolid de 1518, les députés castillans refusent à Charles le servicio (contribution), un impôt destiné à subvenir aux dépenses du monarque à l'étranger. Charles convoque de nouveau les Cortes à Saint-Jacques-de-Compostelle en 1520, recevant cette fois encore une réponse négative. Quelques semaines plus tard, des nouvelles Cortes sont convoquées à La Corogne, en vue de son départ prochain. Bien que la plupart des députés castillans aient reçu des consignes très claires pour refuser de nouveau l'impôt, certains d'entre eux sont empêchés d'entrer à l'assemblée tandis que d'autres passent outre leurs consignes sous la contrainte ou la corruption ; beaucoup de ces derniers sont d'ailleurs tués à leur retour dans leur ville. Le servicio est finalement approuvé[réf. nécessaire].

## Naissance de laSanta Junta
Le 29 juillet 1520, la Santa Junta (Sainte Ligue) est constituée à Ávila, formée par des représentants des villes castillanes qui élisent deux tolédans à leur tête, Pedro Laso de la Vega (frère du poète et membre de la garde royale Garcilaso de la Vega) à la présidence de la ligue et Juan de Padilla au commandement des armées des comuneros. La Santa Junta se déplace à Tordesillas pour obtenir l'appui de la reine recluse Jeanne Ire, qu'ils estiment être maintenue en détention de façon complètement abusive, il la disent "parfaitement saine de raison et apte à gouverner"[source détournée].
La révolte des Communautés n'est pas une révolte populaire ; il s'agit d'une rébellion de la communauté politique (l'oligarchie locale, la noblesse) contre un pouvoir royal croissant. Les comuneros aspirent à freiner cet absolutisme royal naissant, avec l'objectif d'obtenir un régime politique similaire à celui qui avait traditionnellement existé dans la Couronne d'Aragon, un système de gouvernement négocié entre le roi et le royaume par le biais des Cortes. Sur un plan économique, les comuneros choisissent résolument de favoriser le développement d'une industrie manufacturière castillane, ce qui les oppose aux grands marchands exportateurs de Burgos ; voilà ce qui explique que cette ville soit la seule ville castillane dans le camp royaliste. En dépit du caractère urbain de la rébellion, durant l'été 1520, s'ajoutent au conflit de nombreux insurgés des seigneuries, donc issus du monde rural, qui souhaitent passer dans le domaine royal. L'incendie sauvage de Medina del Campo par les troupes légitimistes le 21 août 1520, en représailles au refus par cette ville de livrer les canons d'artillerie destinée au bombardement de Ségovie par l'armée royale, fait définitivement basculer Valladolid dans le camp comunero.

## Début de la guerre des Communautés
Le 20 mai 1520, Charles s'embarque à La Corogne pour aller se faire couronner  Roi  des Romains à Aix-la-Chapelle. Il laisse sur place le cardinal Adrien d'Utrecht, qu'il a nommé régent pour gouverner la Castille en son absence. La révolte des villes du royaume, annoncée dès l'automne 1519 par un manifeste de la ville de Tolède, puis par un manifeste des religieux de Salamanque, s'amplifie pendant l'absence de Charles. Les comuneros expriment une double revendication : le refus d'une lourde fiscalité destinée à financer les ambitions impériales de Charles, au détriment de la Castille ; le refus d'une mainmise des étrangers sur les fonctions importantes de la Castille ; la défense du royaume, et notamment des Cortes. Si le mouvement, à ses débuts, vise à rassembler l'ensemble des Castillans, il est dépassé, dès septembre 1520, par un vaste mouvement anti-seigneurial qui s'étend sur la Vieille-Castille. Cette évolution conduit à un durcissement des positions : les Grands, qui étaient pourtant réticents lors de l'arrivée de Charles, restent fidèles au roi tandis que les comuneros, qui n'ont pas obtenu le soutien de la reine Jeanne Ire de Castille, se radicalisent. Les royalistes prennent Tordesillas et la Junta s'enfuit à Valladolid. Juan de Padilla revient à Tolède. L'évêque de Zamora, Antonio de Acuña, met en place, près de Medina del Campo, une armée qui prend d'assaut des forteresses seigneuriales et fait mouvement vers le sud. Charles nomme un vice-roi et un régent choisis dans la noblesse castillane : le connétable de Castille Iñigo Velasco, et l'amiral de Castille Fadrique Enríquez, respectivement seigneurs de Burgos et de Medina de Rioseco.

### Labataille de Villalar
En février 1521, les troupes comuneras lancent une offensive sur la forteresse de Torrelobatón, qui tombe le 25 février. Le 12 avril, au cours de l'épisode le plus atroce de la guerre, des troupes du roi prennent d'assaut la ville de Mora, près de Tolède, et brûlent l'église où avaient trouvé refuge plus de 3 000 vieillards, femmes et enfants, qui périssent. Finalement, le 23 avril au petit matin, les troupes comuneras sortent de Torrelobatón et cherchent à se réfugier à Toro. Les troupes du roi les poursuivent et les rejoignent à Villalar. Les rebelles, sous une forte pluie et sans la protection de l'artillerie, sont dispersés par la cavalerie des nobles. Les comuneros perdent entre 500 et 1 000 hommes, 6 000 sont faits prisonniers. Le 24 avril au matin sont exécutés les principaux leaders comuneros, en particulier Juan de Padilla, Juan Bravo, capitaine des comuneros de Ségovie, et Francisco Maldonado.

### La chute de Tolède
Toutes les villes rebelles du nord de la Castille tombent après la défaite de Villalar. En juin 1521, les troupes de Charles prennent d'assaut Madrid, qui se rend sans grande résistance. Murcie, qui avait également soutenu la révolte des comuneros, tombe après un long siège. Le 1er septembre, commence l'assaut sur la ville de Tolède, qui se rend très affaiblie le 25 octobre, mais avec l'exigence que soit épargnée la vie de María Pacheco (surnommée la Lionne de Castille) et d'autres dirigeants comuneros de la ville. Le roi fait détruire le château de Padilla à Tolède.
Le 9 janvier 1522, le cardinal Adrien est nommé pape, en remerciement de Charles Ier pour le soutien apporté. Les manifestations d'enthousiasme du haut-clergé tolédan sont une grande provocation. María de Pacheco prend avec ses fidèles l'Alcazar et libère les comuneros prisonniers. Le 3 février, les troupes impériales entrent et en finissent avec l'insurrection. María de Pacheco fuit avec sa fille au Portugal, où elle meurt 10 ans plus tard sans avoir renoncé à ses idéaux comuneros.

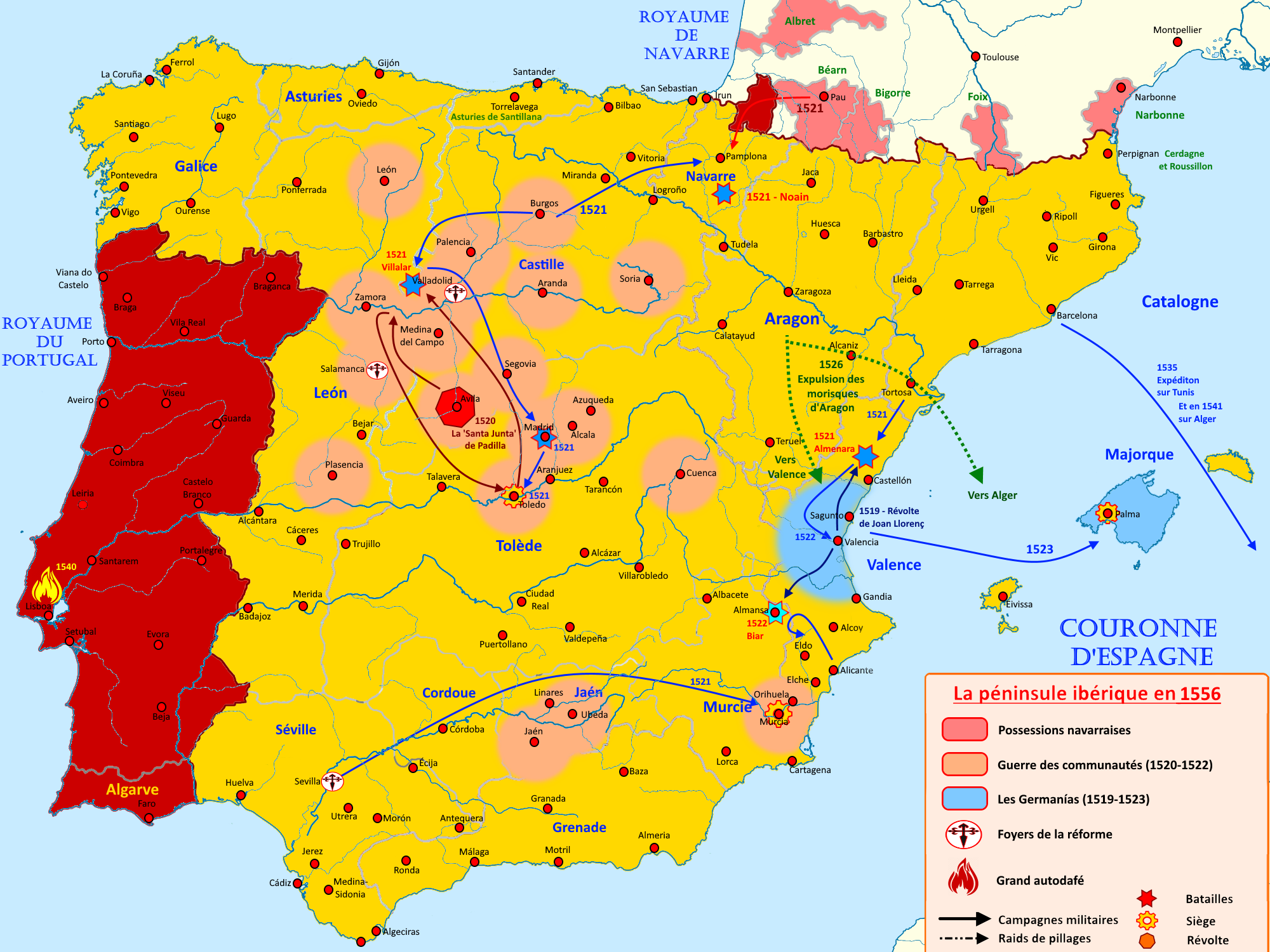
La guerre des communautés

## Conséquences de la défaite

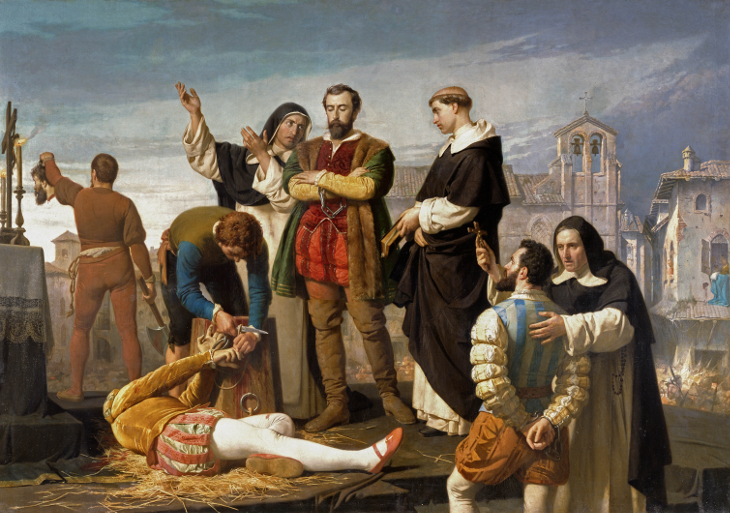
Cette œuvre représente l'exécution des communeros Juan de Padilla, Juan Bravo et Francisco Maldonado, qui a eu lieu à Villalar le 24 avril 1521, et a été acquise par l'État espagnol pour la somme de 80 000 réaux, et est actuellement exposée au Congrès des Députés d'Espagne.

Une répression féroce suit la défaite définitive de la rébellion. Des chefs comuneros comme Pedro Maldonado, les frères Guzmán, Juan de Zapata, le comte de Salvatierra ainsi que des membres remarquables des liges de comuneros ou du clergé en sont victimes.
Les villes insurgées sont soumises au paiement d'importantes indemnisations, qui entraînent la ruine des villes manufacturières comme Ségovie, face au triomphe des intérêts des marchands exportateurs de Burgos, et affaiblit une grande partie de l'industrie du royaume, déjà fragilisée par l'absence de politique protectionniste. Finalement, le pouvoir de la monarchie s'accroît alors que le pouvoir et les privilèges de la noblesse diminuent, traduisant l'implantation de l'absolutisme royal en Castille.

### Sources et bibliographie
- (es) Cet article est partiellement ou en totalité issu de l’article de Wikipédia en espagnol intitulé « Guerra de las Comunidades de Castilla » (voir la liste des auteurs).
- Joseph Pérez, La révolution des Comunidades de Castilla (1520-1521), Bordeaux, Institut d'Études Ibériques et Ibéro-Américaines de l'Université, 1970.
- José Antonio Maravall, Las Comunidades de Castilla, Madrid, Alianza Editorial, 1979.
- Bartolomé Bennassar, Jean Jacquart, Le XVIe siècle, Armand Colin, 1990, p. 158-159